# Pseudocalanus gracilis
Pseudocalanus gracilis är en kräftdjursart. Pseudocalanus gracilis ingår i släktet Pseudocalanus och familjen Clausocalanidae. Inga underarter finns listade i Catalogue of Life.